# Towarzystwo Thule

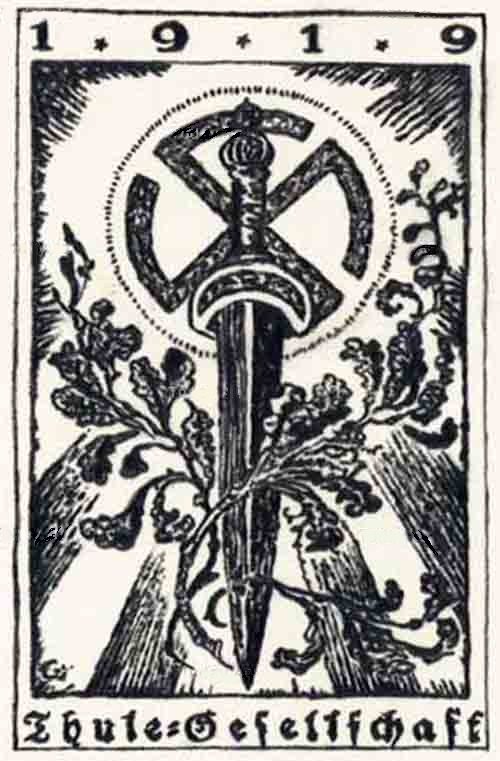
Emblemat Towarzystwa Thule

Towarzystwo Thule (niem. Thule-Gesellschaft) – tajna organizacja prawicowo-ekstremistyczna, rasistowska i okultystyczna, która powstała w Monachium w końcowej fazie I wojny światowej. Nazwa pochodzi od mitycznej wyspy Thule, która dla starożytnych Greków była najbardziej na północ wysuniętym lądem. Stąd nazwa ta miała duże znaczenie dla wyznawców nordyckich kultów.

## Geneza i historia
Towarzystwo powstało na przełomie 1917 i 1918 roku z volkistowskiej grupy Germanenorden i założone zostało przez Rudolfa von Sebottendorfa w Monachium, któremu już podczas I wojny światowej Związek Wszechniemiecki służył jako znaczące centrum nacjonalistycznej agitacji. Do jego członków zaliczali się urzędnicy, prawnicy, profesorowie uniwersyteccy, policjanci, arystokraci, lekarze, naukowcy oraz bogaci kupcy. Na zewnątrz organizacja ta widniała jako „Grupa badawcza nad starożytnościami germańskimi”, będąc w rzeczywistości zamaskowaną bawarską organizacją Zakonu Niemieckiego, który był zorganizowany na wzór loży masońskiej. Towarzystwo Thule można określić jako konspiracyjne, tajne stowarzyszenie o orientacji rasistowskiej, a w szczególności antysemickiej, przesycone ideologią okultystyczną.
Poprzez werbunek możliwie najbardziej wpływowych członków, towarzystwo to miało uzyskać polityczne wpływy i działać na rzecz rasistowskiej, tudzież antysemickiej propagandy. W okresie największej świetności Towarzystwo Thule liczyło przypuszczalnie tylko kilkuset członków. Sebottendorf twierdził, że w listopadzie 1918 roku organizacja liczyła 1500 członków w całej Bawarii.
Towarzystwo odegrało istotną rolę podczas krótkich rządów Bawarskiej Republiki Rad w Monachium. Jego członkowie stworzyli paramilitarną, antykomunistyczną bojówkę Kampfbund, pomagali w rekrutacji do tłumiących rewolucje Freikorpsów, infiltrowali organizacje komunistyczne i przekazywali rządowi informacje na temat ich działalności, a także podrabiali oficjalne dokumenty. Członkowie Towarzystwa wzięli też udział w nieudanym „puczu w Niedzielę Palmową”, którego celem było obalenie rządów komunistów w Bawarii.
Aktywność Towarzystwa została wykryta przez komunistyczne władze Bawarii, 26 kwietnia 1919 doszło do szturmu hotelu „Cztery Pory Roku”, z którego zarządzono organizacją i aresztowania około 20 osób. 30 kwietnia 1919 roku 7 aresztowanych członków Towarzystwa Thule zostało rozstrzelanych na rozkaz Rudolfa Egelhofera, przywódcy bawarskiej „armii czerwonej”. Zbrodnia doprowadziła do przyspieszenia decyzji o odbiciu miasta przez siły rządowe i stała się ważnym mitem dla niemieckiej skrajnej prawicy w okresie międzywojennym. O mord obwiniano Żydów, twierdząc, że była to zemsta za antysemityzm. Pomijano przy tym milczeniem fakt, że jedna z zamordowanych osób była Żydem, a Rudolf Egelhofer, który podjął decyzje o rozstrzelaniu więźniów, Żydem nie był.

## Ideologia
Rasistowska ideologia Towarzystwa Thule była silnie inspirowana ariozofią Guido von Lista (członka Zakonu Niemieckiego). Na tej podstawie również Alfred Rosenberg (członek Towarzystwa Thule i późniejszy ideolog partyjny NSDAP) napisał książkę Mythus des Zwanzigsten Jahrhunderts (Mit dwudziestego stulecia). Godłem Thule-Gesellschaft była swastyka otoczona koroną promieni, leżąca za nagim mieczem przeplecionym gałązkami dębu. Niektórzy antysemici byli przekonani, że potężny wpływ Żydów w niemieckim życiu publicznym można było zrozumieć tylko jako skutek rozległej i tajnej konspiracji żydowskiej. Zakładano, że taką konspirację mogła najlepiej zwalczać podobna organizacja antysemicka.

## Rola towarzystwa we wczesnej fazie rozwoju nazizmu
W styczniu 1919 roku członek Towarzystwa Karl Harrer wspólnie z Antonem Drexlerem założył Niemiecką Partię Robotników (DAP) (partia ta później została przekształcona w NSDAP). Poprzez DAP Thule próbowało propagować swoją ideologię w niemieckiej klasie robotniczej. We wrześniu 1919 Adolf Hitler wziął po raz pierwszy udział w zebraniu małej wówczas DAP i w listopadzie tegoż roku został jej członkiem.
Ideologia Towarzystwa była zbliżona do późniejszej ideologii NSDAP. Niektórzy członkowie Thule odgrywali istotne role w strukturach NSDAP. Członkami Thule byli: Alfred Rosenberg, Julius Streicher, Hans Frank (późniejszy gubernator generalny okupowanej Polski), Rudolf Hess (późniejszy zastępca Hitlera) i Gottfried Feder. Spośród 220 wymienionych z nazwiska członków Thule, 20 pojawia się na wczesnej liście członków NSDAP.
W 1918 roku Sebottendorff zakupił czasopismo Münchener Beobachter, które od tego momentu propagowało ideologie Towarzystwa. 31 maja 1919 roku na łamach pisma opublikowano 12 punktowy program o charakterze nacjonalistycznym, antysemickim i antykapitalistycznym. Program był zbliżony do późniejszego programu NSDAP. Czasopismo nie sympatyzowało jednak wyłącznie z DAP, było raczej trybuną dla całego, rozdrobnionego nurtu volkistowskeigo. W 1920 roku gazeta została zakupiona przez NSDAP i przemianowana na Völkischer Beobachter.

## Spekulacje
Towarzystwo Thule zainspirowało wiele teorii takich jak np. Jana van Helsinga. Twierdzono przeważnie, że wewnątrz Towarzystwa istniało silnie okultystyczne, czy nawet satanistyczne nastawienie. Są też przypuszczenia, według których istniał wewnętrzny zakon w strukturach Towarzystwa – Zakon Thule. Istnieją też przekazy co do przynależności samego Hitlera do Towarzystwa Thule. Wydaje się to jednak mało przekonujące, ponieważ Hitler wypowiadał się wielokrotnie bardzo lekceważąco o wybujałych teoriach Alfreda Rosenberga.
Można wykazać połączenia niemieckiego spirytyzmu, który pośrednio wyszedł od Towarzystwa Thule, z okultyzmem francuskim (poprzez Alexandra Saint-Yves d’Alveydre). Poza tym, są jasne przesłanki co do tego, że Heinrich Himmler organizował spotkania z francuskim okultystą Gastonem de Mengel.
Jan van Helsing przypuszczał, że w Towarzystwie Thule poza oficjalną częścią istniało wewnętrzne Towarzystwo Vril.

## Koniec
Po upadku Bawarskiej Republiki Rad Towarzystwo straciło na znaczeniu. Przywódca organizacji Sebottendorff wyjechał z Monachium, najpierw do Fryburga, następnie do miejscowości Bad Sachsa, a w końcu opuścił Niemcy i zamieszkał w Turcji. Definitywny koniec Towarzystwa, jak i koniec samego Zakonu Niemieckiego przyszedł dopiero później, wraz z rozporządzeniem z 1937 roku, w którym wszystkie loże i organizacje lożopodobne zostały uznane za zakazane.

## Wybrana literatura
- Detlev Rose: Die Thule-Gesellschaft. Legende – Mythos – Wirklichkeit, Grabert Verlag Tübingen 2000, 272 strony, ISBN 3-87847-139-4.
- Michael Hesemann: Hitlers Religion – Die fatale Heilslehre des Nationalsozialismus, 6. rozdział: Trommler für Thule, S. 146ff., Pattloch Verlag München 2004, ISBN 3-629-01678-2.
- Friedrich Paul Heller, Anton Maegerle: Die Sprache des Hasses – Rechtsextremismus und völkische Esoterik, strony 71–113, Stuttgart, 2001, ISBN 3-89657-091-9.
- Nicholas Goodrick-Clarke: Die okkulten Wurzeln des Nationalsozialismus, Graz, 2. Aufl. 2000, ISBN 3-7020-0795-4.
- Reinhard Opitz: Faschismus und Neofaschismus, Bonn 1996. ISBN 3-7609-1135-8.
- Hermann Gilbhard: Die Thule-Gesellschaft. Vom okkulten Mummenschanz zum Hakenkreuz. Kiessling Verlag München 1994. ISBN 3-930423-00-6.
- Joachim Fest: Hitler. Eine Biographie. Ullstein Verlag Berlin 1973. 2. tom, 1. rozdział: Teil der Deutschen Zukunft – Thule-Gesellschaft und Deutsche Arbeiterpartei.
- Ian Kershaw: Hitler 1889–1936, Stuttgart (DVA) 1998, 5. rozdział: Der Bierkelleragitator, S. 173ff. über die Vorläuferpartei der NSDAP und die Thule-Gesellschaft
- Franz Wegener: Heinrich Himmler. Deutscher Spiritismus, französischer Okkultismus und der Reichsführer SS, Gladbeck, 2004. ISBN 3-931300-15-3.
- Reginald Phelps, Before Hitler came: Thule Society and Germanen Orden, „Journal of Modern History”, XXV, 1963, s. 245–261.